# Hypochnicium aotearoae
Hypochnicium aotearoae är en svampart som beskrevs av B.C. Paulus, H. Nilsson & Hallenb. 2007. Hypochnicium aotearoae ingår i släktet Hypochnicium och familjen Meruliaceae.   Inga underarter finns listade i Catalogue of Life.